# 勇者斗恶龙IV 被引导的人们
《勇者斗恶龙IV 被引导的人们》是由Chunsoft开发，艾尼克斯（今史克威尔艾尼克斯）发行的电子角色扮演游戏，游戏时勇者斗恶龙系列的第四部作品。游戏最早于1990年2月11日发行于日本FC游戏机平台，北美版本由艾尼克斯北美公司本地化，并于1992年10月以“Dragon Warrior IV”为名发行。游戏由Heartbeat重制于PlayStation平台，同时该版本还作为PS的Ultimate Hit作品发行。之后游戏又由ArtePiazza重制于任天堂DS平台，游戏于2007年11月22日在日本发行，2008年9月11日和12日在澳大利亚和欧洲以“Dragon Quest: Chapters of the Chosen”为名发行，2008年9月16日在北美以“Dragon Quest IV: Chapters of the Chosen”为名发行。智能手機版于2014年在日本发行。
和系列其他作品不同，《勇者斗恶龙IV》将游戏分成了五个独立的章节，每一章都有不同的主角。前四章為将来會成為勇者夥伴的各個角色的故事，在第五章他们将和勇者汇合，一起进行拯救世界的冒险。PlayStation重制版增加了第六章，DS重制版也延续了这一设定。

## 游戏系统
故事由五个章节组成，各自独立，以章节数顺序展开。每章玩家操作的角色都不同，在游戏最开始时，玩家需要决定勇者的姓名和性别。第一章到第四章，各章主角在自身的国家中旅行，活动范围受到一定限制。勇者在第五章登场，此时可以对整个世界进行探索，而前四章的主角則成為勇者的战斗伙伴。
《勇者斗恶龙IV》引入了一些前三作没有的新功能，同时也继承了许多前作既有的要素。相似的功能包括昼夜系统，通过船和飞行工具（本作为热气球）旅行，以及有盗贼钥匙、魔法钥匙和最终钥匙这三种等级的钥匙。游戏同样使用了可以传送队员到世界地图远方的旅之门。和《勇者斗恶龙III》的勇者不同，马车的出现使勇者不必始终呆在队伍成员之中。虽然如此，勇者再度成为了可以使用强力的回复和攻击咒文的角色。许多咒文、武器、防具和商店的功能与前作相同。
除了新的章节制情节模式，被称为“战术”的人工智能系统可让玩家给队员下战斗方式指令，勇者则由玩家完全控制。《勇者斗恶龙V 天空的新娘》、《勇者斗恶龙VI 幻之大地》和《IV》的重制版可以让玩家给各角色下不同指令，而不必全队使用一种战斗指令，此外游戏还加入了可手动操控角色的“听我命令”指令。战术系统成为后来《最终幻想XII》“Gambits”系统的前身。可以选择参战角色的马车在本作中首次引入，并在后来的《勇者斗恶龙V》和《勇者斗恶龙VI》中出现。在《勇者斗恶龙III》出现怪兽竞技场后，本作中首次出现的赌场可以让玩家玩一些小游戏（老虎机、扑克），并通过代币换得特殊道具。游戏首次允许玩家调查抽屉或罐子，并可从中找到道具。游戏新引入了小奖章系统，玩家可用找到的小奖章和金属王交换一些特有道具。
游戏通过在教堂存档，而不再像前作是和国王对话，这使得存档更为容易。同样，存档和查看升级所需经验值也拆分为了两个指令。在FC原版中，程序师在一级菜单重新加回了初代《勇者斗恶龙》中使用的开门指令，取代了一些前作需要打开道具菜单，寻找钥匙开门的系统。这唯需要一个队内角色道具栏中携带合适的钥匙。随着该命令的添加，游戏中了也加入了城堡大门等无锁的门。然而该命令在续作和重制版中取消，当玩家打算穿过门时，门会自动打开。

## 情节
- 第一章 王宫的战士们（王宮の戦士たち） - 莱安（ライアン）（王宫战士）
- 第二章 顽皮公主的冒险（おてんば姫の冒険） - 亞莉娜（アリーナ）（公主）、克里弗特（クリフト）（神官）、布莱（ブライ）（魔法师）
- 第三章 武器商人特鲁内克（武器屋トルネコ） - 特鲁内克トルネコ（武器商人）
- 第四章 蒙芭芭拉的姊妹（モンバーバラの姉妹） - 玛妮娅（マーニャ）（舞娘）、米妮娅（ミネア）（占卜师）
- 第五章 被引导者（導かれし者たち） - 主人公（勇者）
- 第六章 （无标题，仅限重制版）

## 开发
据堀井雄二称，他想让玩家有如同勇者斗恶龙前作的纹章和宝珠那样，有可供四处收集的东西。然而他不想再次重复集齐一定数目物品才能通关的设定；因此小金币不会对游戏通关产生任何影响。

### PlayStation重制版
《勇者斗恶龙IV》的PlayStation重制版于2001年11月22日在日本发行。游戏由Heartbeat开发，艾尼克斯发行。重制版使用《勇者斗恶龙VII》的3D图形引擎，但保持了《勇者斗恶龙IV》的故事和世界。角色、城镇、世界地图、声音、战斗与敌人都进行了更新。角色子图形依照攻略本和插图重新绘制，以对应原版的插图设计。重制版加入了数项新功能。游戏增加了第六章，即皮萨罗可以成为玩家角色，同时还增加了简短的序章；引入了和《勇者斗恶龙VII》类似的队内伙伴对话命令；允许玩家停用战斗人工智能，直接手动控制角色攻击（临时队员除外）。游戏在2001年中出货超过百万。
艾尼克斯美国最初计划2002年在北美发行重制版，甚至在北美《勇者斗恶龙VII》说明书的封底打上了游戏即将发行的广告。然而由于Heartbeat在本地化和翻译即将完成前，结束了电子游戏开发运营，游戏最终取消。随后的解释称，由另一公司完成翻译所投资的财力和时间使得艾尼克斯不可能将游戏转给其它开发者，因为Heartbeat对它自己的设计最熟悉的。

### 任天堂DS重制版
《勇者斗恶龙IV》任天堂DS重制版于2007年11月在日本发行。游戏为和PlayStation版相似的3D重制版。该重制版保留了PlayStation版的改进，如稍有修改的移民城镇，但进一步增强了图像流畅度并改进了声音。该版本还允许玩家在最后两章手动控制全部队员。
在日版发行不久后，有人编辑了日版ROM文件，发现日版游戏中隐藏了几近全部翻译的英语、西班牙语、法语、德语和意大利语译文。许多爱好者称这意味这游戏的美版和欧版即将发售。2008年4月9日，史克威尔艾尼克斯申请了商标“被选中的篇章”（Chapters of the Chosen），人们推测这是《勇者斗恶龙IV》在北美的新副标题。
2008年4月18日，《勇者斗恶龙IV：被选中的篇章》（Dragon Quest IV: Chapters of the Chosen）因酒类使用、流血动画、轻微的幻想暴力、轻度粗俗用语、虚拟赌博和暗示性主题，被ESRB分为E10+级。北美官方网站最终于2008年9月16日建立。游戏欧洲标题为《勇者斗恶龙：被选中的篇章》（Dragon Quest: Chapters of the Chosen），如同欧洲版《勇者斗恶龙VIII》都略去标题中的序数。
该版游戏使用了全新翻译的剧本。据《任天堂力量》称，新本地化修改了许多主角、武器和城镇的名字，以更接近或包含日版原名，此外还加入了一些新的翻译；但有对地名和角色名的分析称，原版《勇者斗恶龙IV》的本地化版更接近日版名。任天堂版本还使用了《勇者斗恶龙VIII》中首次出现的新命名惯例，如将原版《勇者斗恶龙IV》的“Beat”改为“Whack”。西方本地化稍微改变了日本版的几处性元素，日本版的队员对话功能在西方版中彻底删除。
任天堂DS英文本地化版包含各区的13种地方方言，包括现在苏格兰的伯兰，以及在俄罗斯的Zamoksva。Gamasutra的西蒙·卡尔赖斯论述了在文字制对话游戏中使用方言的难度。卡尔赖斯称，对于特定角色使用的“非标准”英语，一些玩家可能会困惑，对于小村庄角色使用的方言，可能被不幸者甚至视为对人的不敬，甚至是对他人的种族歧视。同时，他认为使用方言有助一些人理解不同文化，他称，“这有潜在的跨语言培养，以及以一个非常聪明的方式理解跨文化”。

## 跨媒体
游戏有相关的漫画发行，并被小说化和剧场CD化。

### 漫画
五卷漫画《勇者斗恶龙 公主亞莉娜》（ドラゴンクエスト プリンセスアリーナ）于1998年至2000年间发行。其改编自游戏第二章“顽皮公主的冒险”，但在歌唱之塔事件中开始改变。之后的故事引入了邪恶的Evil Leather Dominatrix Woman等几个新角色，加入了北极和鬼屋等新地点。情节以亞莉娜和皮萨罗对战，在他使用黄金手镯达成进化秘法前将其击败收尾。

### 原声音乐
如同全部勇者斗恶龙本传，椙山浩一谱写音乐并指挥全部衍生产品。游戏不同情况下会播放不同的配乐。比如，城镇始终播放特定的乐曲，山洞或迷宫会播放某些乐曲，队员乘坐热气球时又播放另一首乐曲。而在世界地图上，前四章有其自己的主题曲，而在主角登场的第五章，播放主题曲取决于队伍中领头的角色。
原版《勇者斗恶龙IV》是仅有在战斗乐曲中使用声音渐强的游戏，这种技术在FC游戏上几乎未有所闻。即使PlayStation版的《勇者斗恶龙IV》也未使用此音乐理念。
《交响组曲 勇者斗恶龙IV ～被引导的人们～》是《勇者斗恶龙IV》的音乐合辑。专辑于1990年初版，2000年再版。1991年艾尼克斯发行了一系列视频与剪辑，其为椙山浩一在华威城堡指挥伦敦爱乐乐团演奏游戏原声。

## 评价与销量
《勇者斗恶龙IV》获得1993年《任天堂力量》杂志“最佳挑战奖”和“总体最佳游戏”的第二位，《GamePro》“1992年最佳角色扮演游戏”的亚军，《GameInformer》的“1992年最佳角色扮演游戏”和《Game Players》的“1992年最佳NES冒险/RPG”。2008年8月，《任天堂力量》将《勇者斗恶龙IV》列为最佳FC游戏的第18名，称其达到FC勇者斗恶龙的巅峰，并称赞其创新的五章节剧情使其成为了他们最喜爱的怀旧角色扮演游戏之一。在2006年《Fami通》杂志的史上最佳游戏读者票选中，游戏位列14名。评论特别关注了游戏第三章，即特鲁尼克章节，通过以赚取金钱为唯一目标，以及允许玩家让特鲁尼克在游戏中的商店简单工作，使其和标准RPG有很大不同。
PlayStation重製版《勇者斗恶龙IV》是日本2001年度第四畅销游戏，截至2004年12月26日售出近120万份。
截至2008年8月8日，任天堂DS重制版在日本售出115万套。《勇者斗恶龙IV》获得IGN 2008年电子游戏奖之最佳任天堂DS RPG提名。DS版截至2009年3月31日在全球的出貨量為146万份。评论认为游戏可能看着过时，特别是玩家不习惯勇者斗恶龙游戏，但莱安等一些角色让游戏从最近的日式RPG中脱颖而出。

### 影响
《勇者斗恶龙IV》是系列第一个有衍生作品的游戏。武器商人特鲁尼克因受欢迎而有了自己的系列，即特鲁尼克大冒险子系列。特鲁尼克大冒险是由Chunsoft开发，艾尼克斯（即史克威尔艾尼克斯）发行的roguelike游戏。在游戏中他为发展自己的商店而展开探险。游戏的成功又激发不可思议迷宫系列的创作。
莱安、荷伊明和特鲁尼可还在《勇者斗恶龙VIII》的怪兽竞技场中客串登场。特鲁尼克至后来在《少年杨格斯》中以武器商人客串登场。